# Jacques le Roux
Jacques le Roux (* 21. Mai 1981 in Ladysmith), geboren als Hermanus Jacobus le Roux, ist ein südafrikanischer Opern- und Konzertsänger (Tenor).

## Leben
Geboren in Ladysmith in der Provinz Natal, erhielt Jacques le Roux ersten Musikunterricht von seiner Mutter, die als Organistin in einer Kirche tätig war. Die Familie zog dann nach Vereeniging, einer Stadt in der damaligen südafrikanischen Provinz Transvaal, wo Jacques le Roux im Alter von 14 Jahren ersten Klavier- und Klarinettenunterricht am Konservatorium des Gymnasiums erhielt. Anschließend studierte er Musik mit Hauptfach Gesang am Konservatorium der North West University in Potchefstroom bei Werner Nel. 2006 ging der Sänger unter anderem in die Niederlande und nach Deutschland. Mittlerweile lebt er in Österreich.

## Karriere
Schon als Student gewann Jacques le Roux Wettbewerbe, Preise und Stipendien wie den UNISA Voice Competition oder den ATKV Music Competition. Außerdem zählte er beim Belvedere-Gesangswettbewerb in Wien zu den Finalisten.
Im Jahr 2006 führte Jacques le Rouxs Weg in die Niederlande, wo er unter anderem den Pedrillo in Die Entführung aus dem Serail von Wolfgang Amadeus Mozart beim Residence Artist Program an der Nationale Reisopera in Enschede sang. Sein europäisches Bühnendebüt gab er 2007 als Don Ramiro in La Cenerentola von Gioachino Rossini an der Jungen Oper Schloss Weikersheim der Jeunesses Musicales Deutschlands. Weitere Arrangements und Projekte in Europa folgten.
2007 wurde er als Tenor für die Kammeroper München engagiert. In den Jahren 2008 und 2009 wirkte er als jüngstes Ensemblemitglied der Südthüringischen Staatsoper Meiningen. Nach seinen Stationen als Konzert- und Opernsänger in Südafrika, den Niederlanden, Frankreich, Tschechien, Russland, Norwegen, Polen und Deutschland ist Jacques le Roux seit 2010/2011 Mitglied des Opernensembles des Landestheaters Linz. Dort sang er beispielsweise 2013 im Rahmen der Eröffnung des neuen Musiktheaters in Linz die Hauptrolle in Philip Glass’ Spuren der Verirrten. Außerdem wurde er für Opern-Uraufführungen von Ernst Ludwig Leiter, Moritz Eggert und Helmut Schmidinger engagiert.
Er arbeitete mit internationalen Dirigenten wie Sir Simon Rattle, Franz Welser-Möst, Teodor Currentzis, Alessandro De Marchi, Dennis Russell Davies, Patrick Lange und Gustav Kuhn und Regisseuren wie Robert Wilson, David Pountney, Dietrich Hilsdorf, Achim Freyer, Carlus Padrissa und Roland Schwab zusammen.

## Preise und Auszeichnungen
Jacques le Roux erhielt 2010 den „Ulrich-Burkhardt-Förderpreis“ des Südthüringischen Staatstheaters Meiningen, der ihn zum „Künstler des Jahres 2010“ erklärte. 2016 wurde er für den Österreichischen Musiktheaterpreis für seine Interpretation von Peter Quint in Benjamin Brittens The Turn of the Screw nominiert.

## Diskografie
- Philip Glass: Spuren der Verirrten (The Lost) | DVD
- Philip Glass: Spuren der Verirrten (The Lost) | CD
- Bellini: Songs – Canzone – Lieder | CD